# ولاستا ژهرووا
ولاستا ژهرووا (چکی: Vlasta Žehrová؛ زادهٔ ۱۰ مه ۱۹۵۶) بازیگر اهل جمهوری چک است.
وی دانش‌آموختهٔ  دانشگاه کارل است.
از فیلم‌ها یا مجموعه‌های تلویزیونی که وی در آن‌ها نقش داشته است، می‌توان به فرشته تبهکار و ساختمان پزشکان در باغ رز اشاره نمود.